# Janzenizem
Janzenizem je krščansko versko gibanje, ki ga je začel nizozemski teolog in škof Kornelij Jansen v prvi polovici 17. stoletja. Pod vplivom kalvinizma je zagovarjal, da je človekova narava po izvirnem grehu popolnoma pokvarjena. Človek je tako rešen le po milosti, ki pa jo Bog naklanja le izbrancem.
Papeži so janzenizem večkrat obsodili – posebej razmerje med delovanjem milosti in človekovo svobodno voljo – prvič 1653 z bulo Cum occasione papeža Inocenca X. Nasprotovali so jim tudi jezuiti. Vseeno se je v 17. in 18. stoletju po Evropi močno razširil, zlasti v Franciji (Blaise Pascal, Jean Racine). 
Deloma je janzenizem segel tudi v slovenske kraje in ponekod vnašal pretirano strogost in resnobnost v versko življenje. Sicer pa pravih janzenistov na Slovenskem ni bilo. Tako so imenovali privržence moralnega rigorizma ali jožefinizma oz. reformnega katolicizma, ko je Jožef II. nacionaliziral Katoliško cerkev in jo postavil v službo državljanske vzgoje. Mednje štejemo krog ljubljanskega škofa Karla Janeza Herbersteina (Jurij Japelj, Blaž Kumerdej), Franca Serafina Metelka, Matevža Ravnikarja in Jurija Zupana in druge. Vsi imajo zasluge pri razvoju slovenskega šolstva in slovstva.